# Guðmundr
Guðmundr (in norreno, talvolta anglicizzato come Godmund) era un re norreno semi-leggendario di Jotunheim, che governava una terra chiamata Glæsisvellir, che era conosciuta come il paradiso dei guerrieri. 
Guðmundr appare nelle seguenti saghe leggendarie: 
- Saga di Bósi e Herrauðr (Bósa saga ok Herrauðs)
- Helga þáttr Þórissonar
- Saga di Hervör (Hervarar saga ok Heiðreks)
- Norna-Gests þáttr
- Teorsteins þáttr bæjarmagns

Appare anche nel Gesta Danorum (Libro VIII) di Saxo Grammaticus e nella saga fagra di Sansone, una saga cavalleresca.
Guðmundr condivise lo stesso nome con suo padre; Úlfhéðinn fu aggiunto al nome del figlio per distinguerlo dal padre. Secondo alcune fonti, il figlio di Guðmundr Úlfhéðinn era Heidrek Úlfhamr. Tuttavia, nella saga di Hervör il figlio di Guðmundr era Höfund, che aveva sposato Hervor, e i loro figli erano Angantyr e Heidrek. Saxo Grammaticus, nelle Gesta Danorum (VIII), si riferiva a Guðmundr Ulfheðinn come Guthmundus, definendolo un gigante e il fratello di Geruthus (Geirröðr). 
A volte gli viene dato l'epiteto faxi, "quello con la criniera", cioè un cavallo. Ciò suggerisce una connessione con l'esercito dei morti che vaga per la Norvegia durante lo Yule, gli Oskorei. Otto Höfler, attingendo a teorie precedenti di Nils Lid, ha sostenuto che si trattava in realtà una parola che si trova nel moderno dialetto norvegese sia come fax sia come faxe, che fa riferimento ad una specie di erba, simbolo di fertilità del covone nelle celebrazioni norvegesi dello Yule. Secondo la saga di Hervor, i norvegesi arrivarono a guardare Guðmundr come un dio; Höfler sosteneva che sia nella forma di lupo suggerita da Úlfhéðinn che nella forma di cavallo suggerita da faxi, Guðmundr era un demone della morte e il suo cavallo della morte sarebbe il prototipo del cavallo della morte Sleipnir raffigurato sulle pietre dipinte di Gotland.
Ingemar Nordgren considera il primo Guðmundr come una divinità cultuale e suo figlio, il Guðmundr delle saghe, che lo ritraggono in forma zoomorfica, sarebbe o un precedente dio della fertilità che venne identificato con Odino, o una variante locale di un precursore di Odino.
Si narra che Guðmundr e i Longobardi abbiano combattuto Helgi e Sinfjötli; è Guðmundr che si imbarca in una contesa verbale (flyting) con Sinfjötli in Helgakviða Hundingsbana I. I longobardi sono chiamati Ylfings, il "clan dei lupi". Come notò Höfler, entrambi gli eserciti sono descritti come animali e Paolo Diacono identifica i Longobardi con cavalle con fasce bianche intorno alle gambe che simboleggiano catene (in effetti legavano le gambe con fasce bianche). Poiché Odino è patrono dei Longobardi, questa è un'altra connessione odinica. 
Einar Ólafur Sveinsson sosteneva che Guðmundr fosse di origine irlandese mentre Geirröðr fosse nativo scandinavo. 